# Būrbādī
Būrbādī (persiska: بوربادی) är en ort i Iran.   Den ligger i provinsen Kohgiluyeh och Buyer Ahmad, i den centrala delen av landet, 500 km söder om huvudstaden Teheran. Būrbādī ligger 1 005 meter över havet och antalet invånare är 153.
Terrängen runt Būrbādī är kuperad åt nordost, men åt sydväst är den bergig. Runt Būrbādī är det ganska glesbefolkat, med 47 invånare per kvadratkilometer. Närmaste större samhälle är Ger-e Kūchak, 9,5 km sydost om Būrbādī. Omgivningarna runt Būrbādī är i huvudsak ett öppet busklandskap.